# Ley de Envases y Residuos de Envases
La Ley 11/1997, de 24 de abril, de Envases y Residuos de Envases es la norma que incorporó al ordenamiento jurídico español la Directiva 94/62/CE, del Parlamento Europeo y del Consejo, relativa a los envases y residuos de envases. Esta ley tiene por objeto prevenir y reducir el impacto sobre el medio ambiente de los envases y la gestión de los residuos de envases a lo largo de todo su ciclo de vida. La ley introdujo por primera vez en España el régimen de responsabilidad ampliada del productor, de forma que son los productores de los productos que con el uso se convierten en residuos, los que deben asumir la responsabilidad de su gestión. Los envasadores y comerciantes podían optar entre establecer un sistema de devolución y retorno, o participar en un sistema integrado de gestión de residuos de envases.